# IC 687
IC 687 ist eine elliptische Galaxie vom Hubble-Typ E/S0 im Sternbild Großer Bär am Nordsternhimmel. Sie ist schätzungsweise 453 Millionen Lichtjahre von der Milchstraße entfernt und hat einen Durchmesser von etwa 105.000 Lichtjahren.
Das Objekt wurde am 11. Mai 1890 vom US-amerikanischen Astronomen Lewis Swift entdeckt.